# Scottish & Newcastle
Scottish & Newcastle — британская пивоваренная компания, одна из крупнейших в мире. Штаб-квартира — в Эдинбурге.

## История
Основана в 1749 году. За последние 20 лет в результате динамичного развития превратилась из локальной компании в быстро прогрессирующего международного игрока. С покупкой финской компании Hartwall компания стала владельцем 50 % акций Baltic Beverages Holding (ещё 50 % принадлежит Carlsberg).

## Собственники и руководство
25 января 2008 года было объявлено о сделке, в ходе которой компания Carlsberg и компания Heineken приобрела компанию Scottish & Newcastle, причём сумма сделки оценивалась в $15 млрд.
Председатель совета директоров компании — сэр Брайан Стюарт. Главный управляющий — Тони Фроггатт.

## Деятельность
Основные бренды компании: Baltika («Балтика», выпускается Baltic Beverages Holding), Foster’s Lager и Kronenbourg 1664 (входят в десятку европейских пивных марок), Lapin Kulta, а также ряд региональных марок, в том числе сидра и эля.
В 2005 году объём продаж компании составил 3,26 млрд фунтов ($6,156 млрд), чистая прибыль — 286 млн фунтов ($510,1 млн).